# DeNA
DeNA Co. Ltd. (株式会社ディー・エヌ・エー, Kabushikigaisha Dī-Enu-Ē) é uma empresa japonesa de serviços online sediada em Tóquio. Foi fundada em março de 1999 por Tomoko Namba e é atualmente uma das principais plataformas de celulares do Japão. A empresa também tem acordos comerciais com a The Walt Disney Company e Nintendo para colaboração no desenvolvimento de jogos eletrônicos para plataformas móveis, além de ser dona desde 2012 do time de beisebol Yokohama DeNA BayStars.